# Bill Rasmussen
Pour les articles homonymes, voir Rasmussen.
Bill Rasmussen est le fondateur et premier président de la chaîne puis du groupe ESPN.

## Biographie
Après des débuts comme commercial publicitaire, Bill Rasmussen rejoint en 1962 la station de radio WTTT à Amherst, dans le Massachusetts. En 1965, il rejoint la station de télévision WWLP-TV à Springfield, comme directeur des programmes sportifs durant 8 ans et 2 années comme présentateur du journal du soir.
En 1974, il change de métier pour devenir responsable de la communication de l'équipe New England Whalers, franchise de hockey crée en 1971. Rasmussen et l'intégralité de l'équipe dirigeante est remerciée à la fin de la saison 1977-78 mais cette situation offre à Rasmussen de se lancer de nouvelles opportunités.
En 2014, on lui diagnostique la maladie de Parkinson, et l'annonce publiquement trois ans plus tard.

### Naissance d'ESPN
Le 14 juillet 1978, Bill Rasmussen fonde avec son fils Scott et Ed Eagan, un ancien agent d'assurance, une chaîne de télévision consacrée au sport, ESP-TV. À l'automne 1978, Rasmussen se porte acquéreur d'un transpondeur pour être diffusé via le satellite de télécommunications Satcom 1 de RCA Americom, filiale de Radio Corporation of America avant le rachat et démantèlement en 1986 par General Electric.
En décembre 1978, Rasmussen achète pour 18 000 USD une parcelle de moins d'un acre (4 000 m2) à Bristol dans le Connecticut 41° 38′ 56″ N, 72° 54′ 10″ O, afin d'en faire son siège social car le prix du terrain à New York y est dix fois supérieur et ses finances ne le lui permettent pas. Il fait construire en 1979 un premier bâtiment de 20 000 pieds carrés (1 860 m2).
Rapidement, la société de Rasmussen a besoin d'argent à la fois pour produire, émettre et simplement subsister. La Getty Oil Company entre alors au capital à hauteur de 85 %, injecte 10 millions de $, elle finance ensuite régulièrement la chaîne. Le 7 septembre 1979, la chaîne ESPN est créée comme première télévision sportive aux États-Unis.
En 1984, la famille fondatrice Rasmussen vend ses intérêts dans ESPN tandis qu'ABC Inc. et RJR Nabisco se partagent le capital.